# Chana Orloff

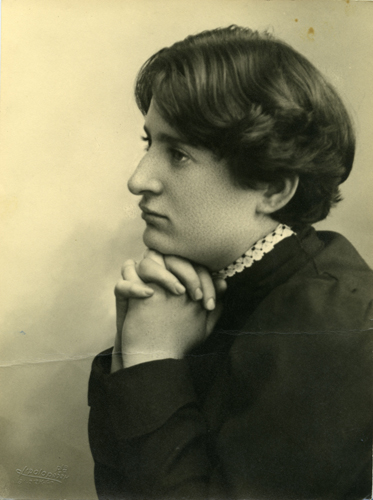
Avraham Soskin (1881–1963): Porträt von Chana Orloff (undatiert)

Chana Orloff (hebräisch חנה אורלוף, ukrainisch Хана Орлова; auch Hanna Orloff genannt, geboren 12. Juli 1888 in Starokostjantyniw, Russisches Kaiserreich; gestorben 18. Dezember 1968 in Ramat Gan, Israel) war eine französisch-israelische Bildhauerin ukrainischer Herkunft. In der Zwischenkriegszeit wurde sie in Paris zu einer bedeutenden Künstlerin in der kosmopolitischen Kunstszene der École de Paris, später zu einer Wegbereiterin der frühen israelischen Kunst. Sie schuf mehr als 500 dokumentierte figurative Skulpturen aus unterschiedlichen Materialien, seit den 1950er Jahren auch Denkmäler in Israel.

## Leben und Werk
Chana Orloff wurde als achtes der neun Kinder jüdischer Eltern, Raphael und Rachel (geborene Lipschitz) Orloff, in der kleinen Siedlung Starokostjantyniw (ukrainisch Старокостянтинів) in der Ukraine geboren. Als Teenager besuchte sie eine Nähschule. Ihr Vater, ein Bewunderer des Zionisten Theodor Herzl, beschloss als Reaktion auf den Anstieg der Judenfeindlichkeit und Pogrome, in denen Tausende von Juden getötet wurden, 1905 im Zuge der zweiten Alija in das osmanische Palästina zu immigrieren. Die Familie Orloff ließ sich in Petach Tikwa nieder. Der Vater arbeitete als Landarbeiter, Chana Orloff trug als Schneiderin und Näherin zum Lebensunterhalt bei. Sie trat der Jugendbewegung der HaPoel HaZair bei. Später entwarf sie Kleider für Frauen in der Region. In dieser Zeit begegnete sie Künstlern und Schriftstellern, darunter Samuel Agnon, Josef Chaim Brenner und der Maler und Bildhauer Nachum Gutman. Nachdem ihr eine Stelle als Nählehrerin an einer Mädchenschule in Herzliya in Aussicht gestellt worden war, entschied sie sich 1910 im Alter von 22 Jahren allein nach Paris zu gehen, um eine Designausbildung zu absolvieren und in der Mode zu arbeiten. Sie begann eine Lehre im Modeatelier Paquin.
1911 wechselte sie von der Welt der Mode zur Kunst. Sie schrieb sich für Bildhauerei an der École nationale supérieure des arts décoratifs ein und besuchte Kurse für junge Frauen an der Petite École, wo sie Kunstgeschichte, Zeichnen und Anatomie studierte. Regelmäßig kopierte sie kanonische Werke europäischer Kunst im Louvre. Parallel dazu lernte sie Französisch und erforschte avantgardistische Kunststile an der freien Académie Russe, die Marie Vassilieff 1909 für junge russische Künstler am Montparnasse begründet hatte. Orloff freundete sich mit Dichtern und Malern an, die das Viertel besuchten, darunter Pablo Picasso, Tsuguharu Foujita, Diego Rivera, Guillaume Apollinaire, Jean Cocteau sowie Chaim Soutine, Jules Pascin und Ossip Zadkine. 1912 traf sie den damals unbekannten Amedeo Modigliani, dem sie ihre Freundin und Klassenkameradin Jeanne Hébuterne vorstellte. Im Kreis um Modigliani war sie eine zentrale Figur der Diasporakultur jüdischer Künstler und Intellektueller in Paris.
Ab 1913 waren ihre Werke im Salon d'Automne, anschließend im Salon des Tuileries und Salon des Indépendants vertreten. Seit dieser Zeit wurde sie den Künstlern der Modernen École de Paris zugerechnet. Ihr Stil war moderat kubistisch, und sie verzichtete auf dekorative Effekte. Ihr bevorzugtes Material war Holz. Sie arbeitete auch mit Stein, Marmor, Bronze und Formbeton (béton moulé), mit dem sie erstmals 1918 experimentierte. Wie Vassilieff, Lempicka und Delaunay gehörte sie zu den Pariser Künstlerinnen aus dem russischen und osteuropäischen Raum, die an avantgardistischen Strömungen beteiligt waren.
Im Jahre 1916 heiratete Orloff den polnischen Dichter Ary Justman (geb. 1888), mit dem sie den 1918 geborenen Sohn Élie hatte, den sie Didi nannte. Justman starb 1919 an der Spanischen Grippe. Skulpturen, die sie danach kreierte, haben häufig die Themen: ihr Sohn und Mutter mit Kind.
1919 veröffentlichte sie eine Sammlung von Holzschnitten, mit denen sie elf Künstlerfreunde porträtierte, unter dem Titel Bois graves de Chana Orloff. Zwischen 1919 und 1923 arbeitete sie an weiteren solcher Alben, die sie Figures d’aujourd’hui nannte. Es entstand eine Porträtreihe von bedeutenden Künstlern der Zeit nach dem Ersten Weltkrieg, darunter Alexander Jakowlew und Lucien Vogel.
Ihre Freunde Edmond Fleg und seine Frau Madeleine führten sie in den Literarischen Salon von Natalie Clifford Barney ein. Dadurch wurde sie ein inoffizieller Porträtist der Pariser Elite. 1922 stellte das amerikanische Kulturmagazin Vanity Fair ihre aus Holz geschnitzten Porträts von Dichtern, Schriftstellern und Architekten vor, darunter Lucette Schwob, Gaston Picard, Pierre Chareau und Madeleine Fleg. Ihre erste Einzelausstellung in New York 1924 promotete ebenso das Magazin Vanity Fair, das sie als „eine der interessantesten Figuren des künstlerischen Lebens in Paris vorstellte.“ 1925 wurde Chana Orloff in Frankreich eingebürgert und mit einem Verdienstorden der Ehrenlegion ausgezeichnet. Ab 1928 stellte sie europaweit aus; 1929 hatte sie eine zweite Einzelausstellung in New York; das Petit Palais (Paris) widmete ihren Werken 1937 einen Raum.
1940 und 1942 lebte sie im besetzten Paris, wo sie unter ständiger Gefahr Serien von kleinen Stücken schuf, die sie „Taschen-Skulpturen“ nannte. Mit Hilfe von Freunden gelang es ihr 1942 mit ihrem Sohn in die Schweiz zu fliehen. Bis zum Ende des Zweiten Weltkriegs verbrachte sie als Flüchtling in Genf. Als sie 1945 nach Paris zurückkehrte, fand sie ihre Wohnung durchwühlt vor, etwa hundert ihrer Skulpturen in ihrem Studio in der Villa Seurat waren zerstört oder verschwunden. Sie zog nach New York, wo sie arbeitete und ausstellte, und kehrte schon 1948 nach Paris zurück.
Ihre Skulptur Le Retour, die sie unmittelbar nach ihrer Rückkehr aus der Schweiz realisierte, stellt einen Deportierten dar und gilt als Wendepunkt in ihrem Werk. Im Text zur Ausstellung 2013 im Musée d’art et d’histoire du Judaïsme in Paris heißt es: „Sie gibt die glatte Form, die Rundungen, für ein unruhigeres Modellieren auf. Mit kleinen Berührungen hinterlässt sie auf dem Ton den Abdruck ihrer Hände, zwingt den Blick in die Qual einzudringen. Viele vorbereitende Zeichnungen von großer Intensität haben ihr geholfen, sich von der Angst, die auf ihr lastete, zu befreien.“ 17 Jahre sollte es dauern, bis sie Le Retour als Kunstwerk in der Galerie Katia Granoff 1962 erstmals der Öffentlichkeit zeigte.
1949 verbrachte sie in Israel. In den 1950er Jahren schuf sie eine Statue von David Ben-Gurion und zahlreiche figürliche, zum Teil monumentale Werke für den öffentlichen Raum in Israel, wie das Olei haGardom Memorial in Ramat Gan für Irgun- und Lechi-Untergrundkämpfer. Die Skulptur Maternité ist Chana Tuchman Alderstein gewidmet, ein weibliches Mitglied des Kibbuz En Gev, die im Palästinakrieg 1948 umgekommen war. Orloff stellte sie überlebensgroß als universales Symbol einer Frau als Mutter dar. In einem Interview sagte sie: „Für dieses Denkmal brauchen wir die Hände einer Frau und den Geist einer jüdischen Frau, die von der Vergangenheit und der Gegenwart ihres Volkes geprägt ist. […] Die jüdische Frau, die ich hier sehe, ist wie ein Baum.“
In Europa, den USA und Israel fanden in Museen Retrospektiven statt. In Israel wurde ihr Werk zunächst der Deutschen Schule, dann der Kubistischen und der Jüdischen Schule von Paris zugerechnet.
Zur Vorbereitung einer großen Ausstellung ihres Werks im Kunstmuseum Tel Aviv anlässlich ihres 80. Geburtstags reiste Orloff an. Doch bei Ankunft am Flughafen Lod ging es ihr so schlecht, dass man sie nach Tel haShomer, einem Ortsteil Ramat Gans, ins Krankenhaus brachte, wo sie am 18. Dezember 1968 starb. Die Retrospektive mit 120 Skulpturen und 60 Zeichnungen fand 1969 im Helena Rubinstein Pavilion des Kunstmuseums statt.

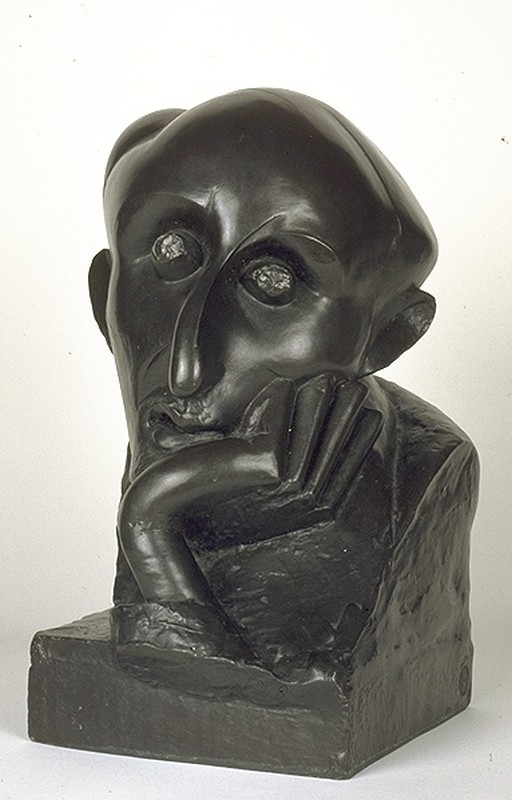
Der jüdische Maler (1920)
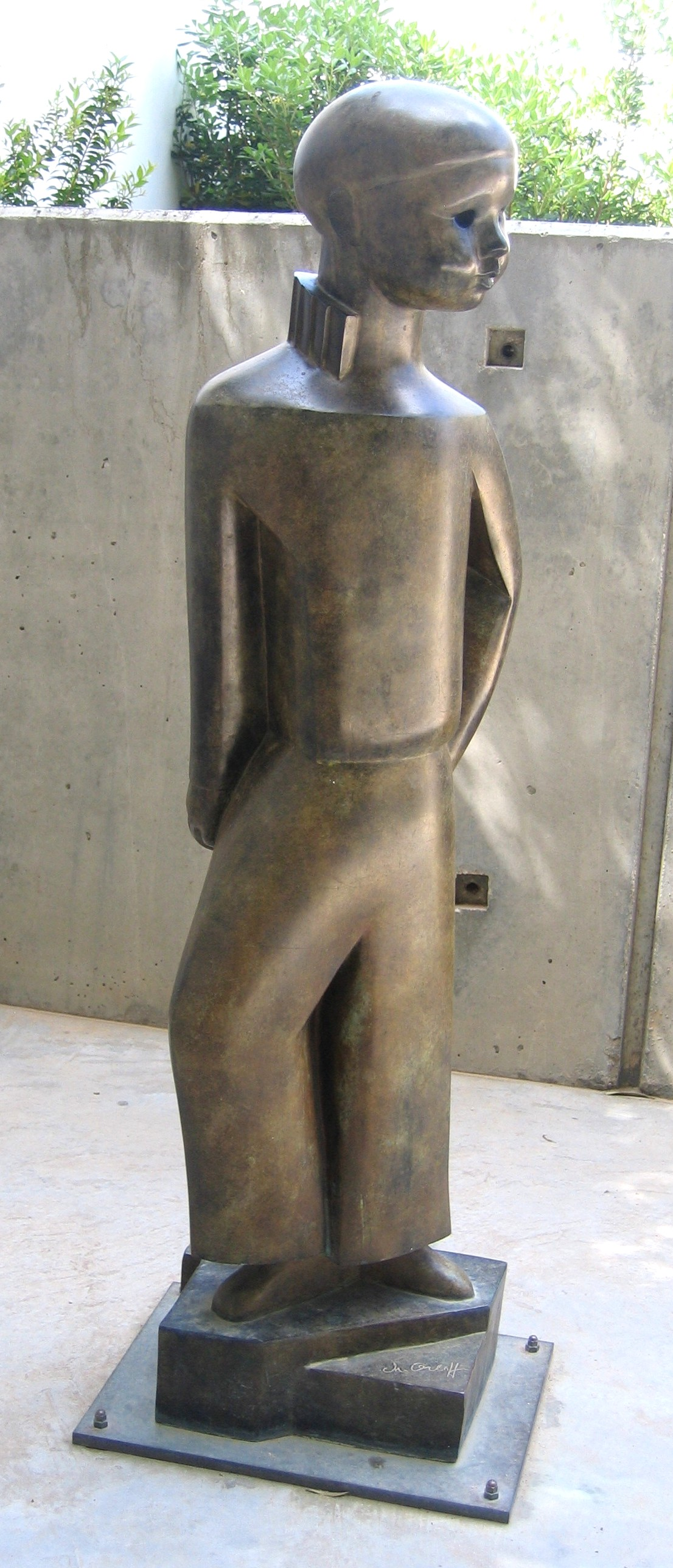
My son (1923)
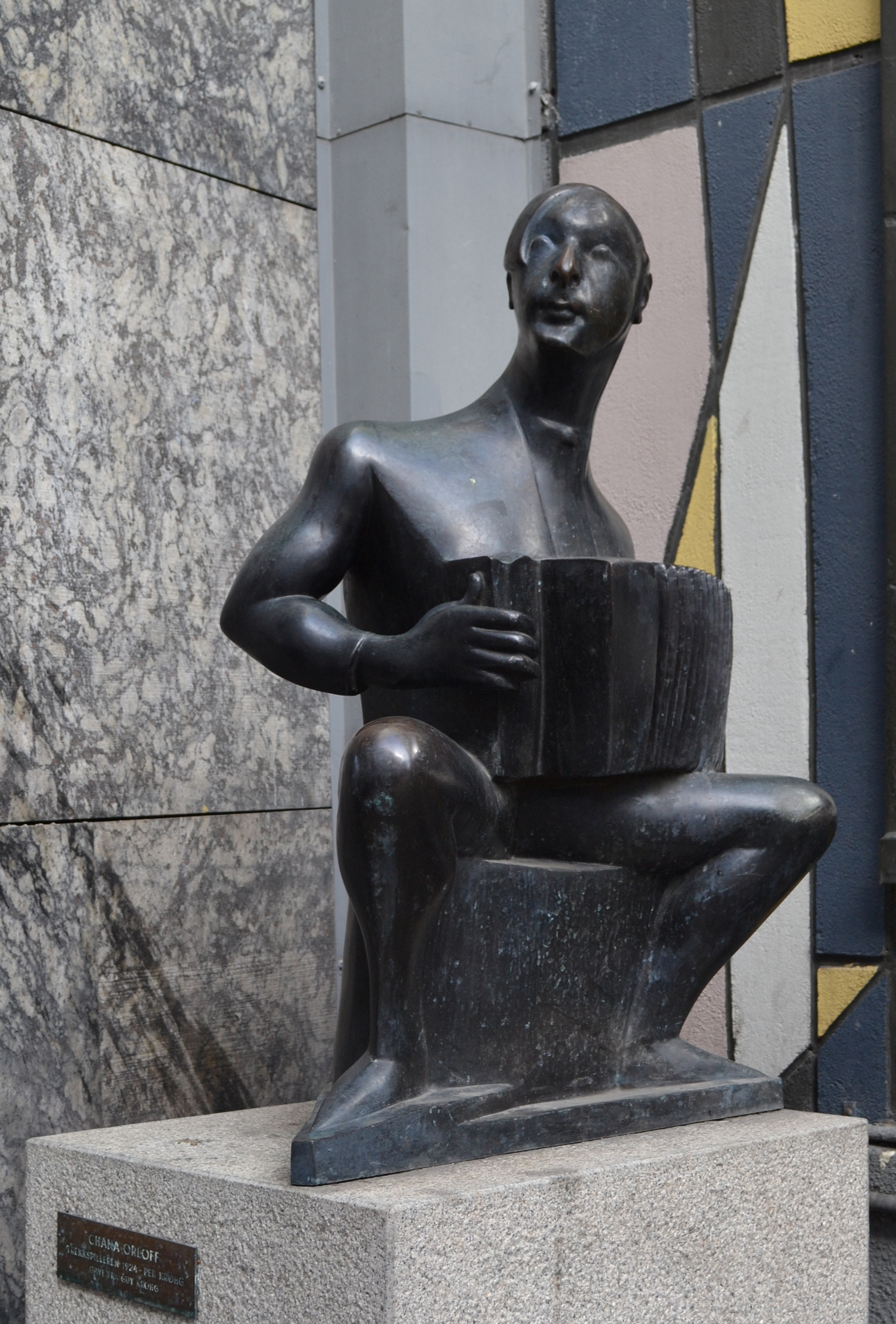
Per Krohg (1924)
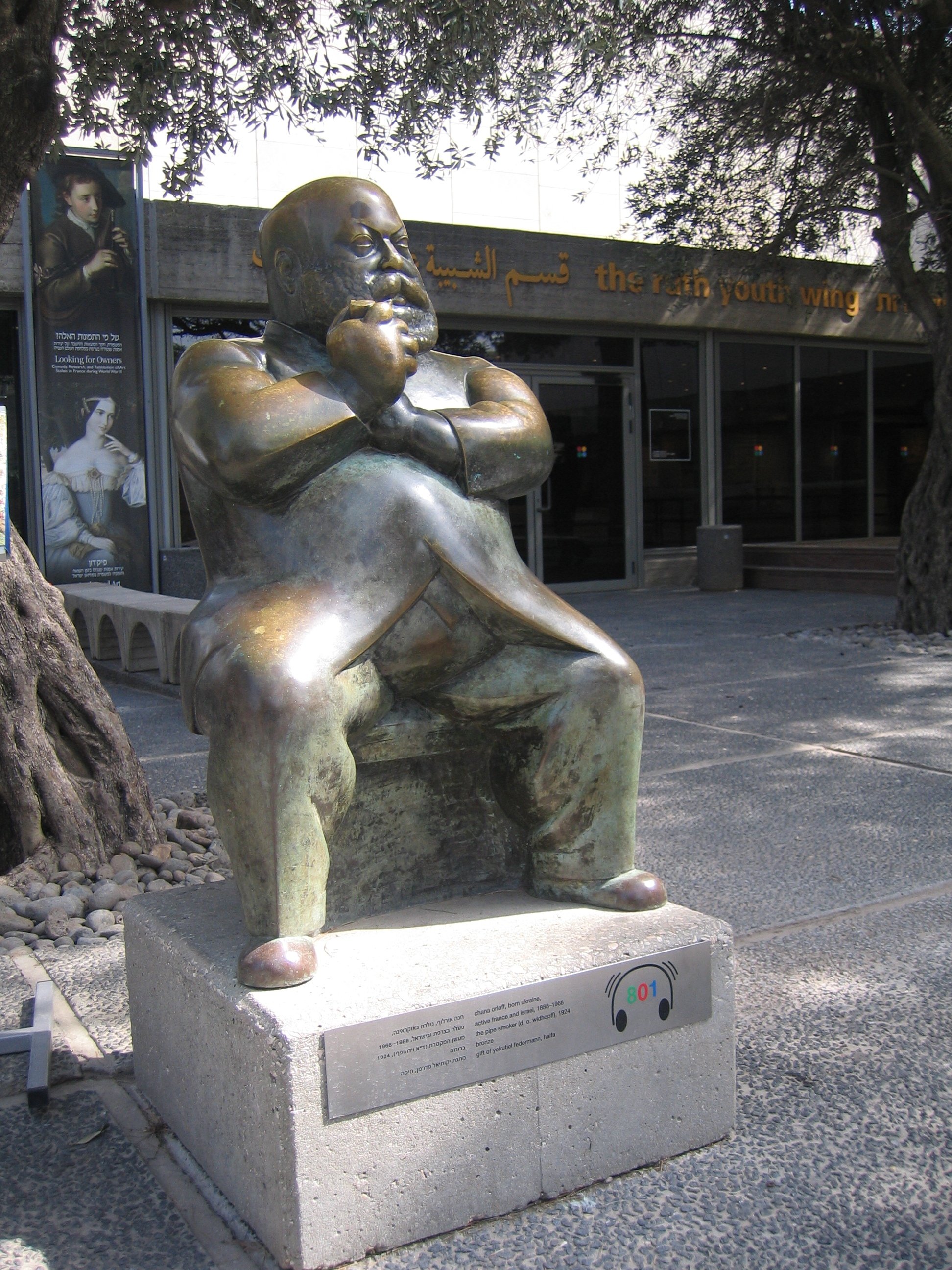
The Pipe Smoker (1924)
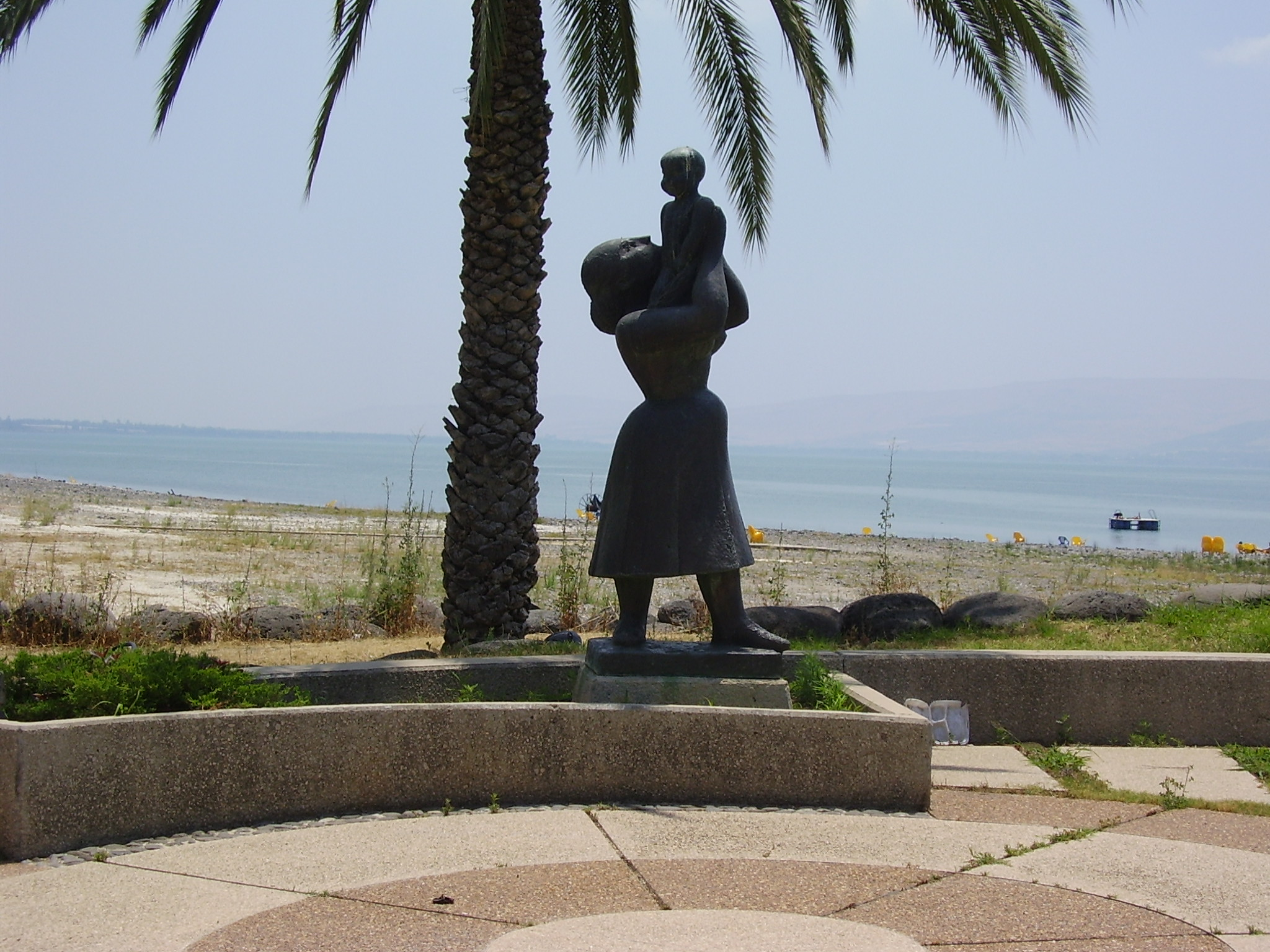
Maternité, En Gev (Bronze, 1952)
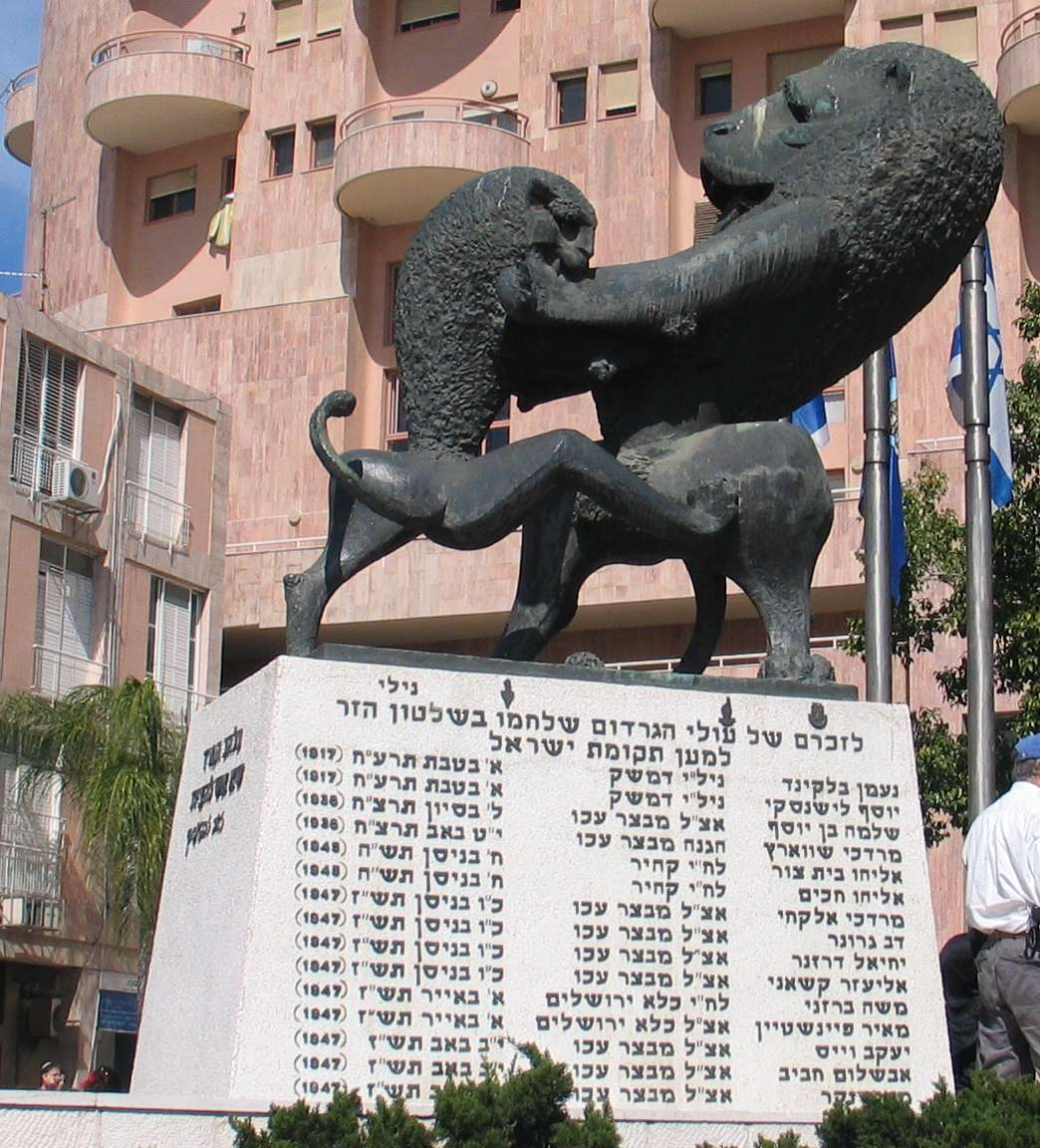
Olei Hagardom Memorial in Ramat Gan (1954)